# Olomoucká radiála
Olomoucká radiála (též Ostravská radiála) je čtyřpruhová, směrově rozdělená silniční radiála v Brně, která slouží jako východní přivaděč k dálnici D1. Její počáteční úsek je součástí Velkého městského okruhu (I/42), většina její délky je součástí silnice I/50.

## Popis
Radiála o délce 5,5 km, která je v rámci města Brna pojmenována jako Ostravská ulice, nahradila původní silnici I/47 (dnes II/430, ulice Olomoucká a Hviezdoslavova). Začíná ve čtvrti Černovice na křižovatce s ulicí Olomouckou. Následující úsek s délkou přibližně 1,1 km je částí silnice I/42, brněnského Velkého městského okruhu. Ten na mimoúrovňové křižovatce (MÚK) Židenice odbočuje severním směrem, zatímco Olomoucká radiála, už jako silnice I/50, pokračuje dále východně (4,4 km). Jižním směrem se na MÚK Židenice odpojuje silnice II/374. Radiála od této křižovatky dále stoupá podél železniční trati k MÚK Juliánov se silnicí II/373. Po okraji intravilánu Slatiny pokračuje ve stoupání k MÚK Líšeň, za níž přechází do katastru obce Podolí a klesá k větvím MÚK Brno-východ s dálnicí D1, kde končí.

## Historie
Olomoucká radiála byla postavena v kategorii R 24,5 ve dvou etapách. První etapa o délce 3,5 km byla realizována v letech 1984–1988, jednalo se o úsek mezi MÚK Juliánov a MÚK Brno-východ, tedy napojení na dálnici D1. Po ní následovala v letech 1987–1990 druhá etapa o délce 2 km, která radiálu prodloužila přes MÚK Židenice až k jejímu začátku v Černovicích.
Současné plány počítají s výstavbou nového Velkého městského okruhu v trase Jedovnické ulice a jejího prodloužení, kde by tak měla vzniknout nová mimoúrovňová křižovatka s Olomouckou radiálou.